# St. Bonifatius (Berlin-Kreuzberg)

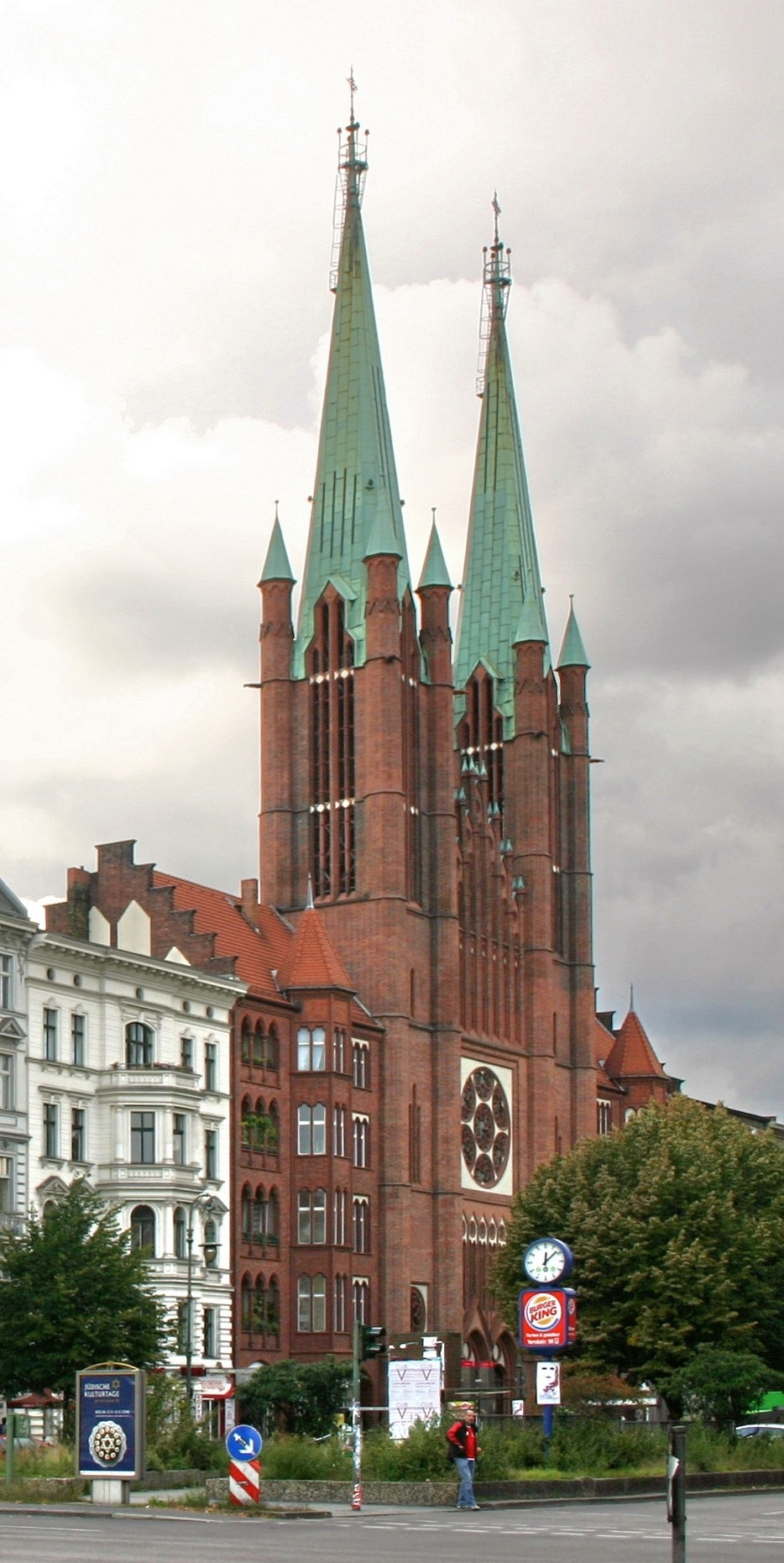
St. Bonifatius, Turmfassade zur Yorckstraße, 2011

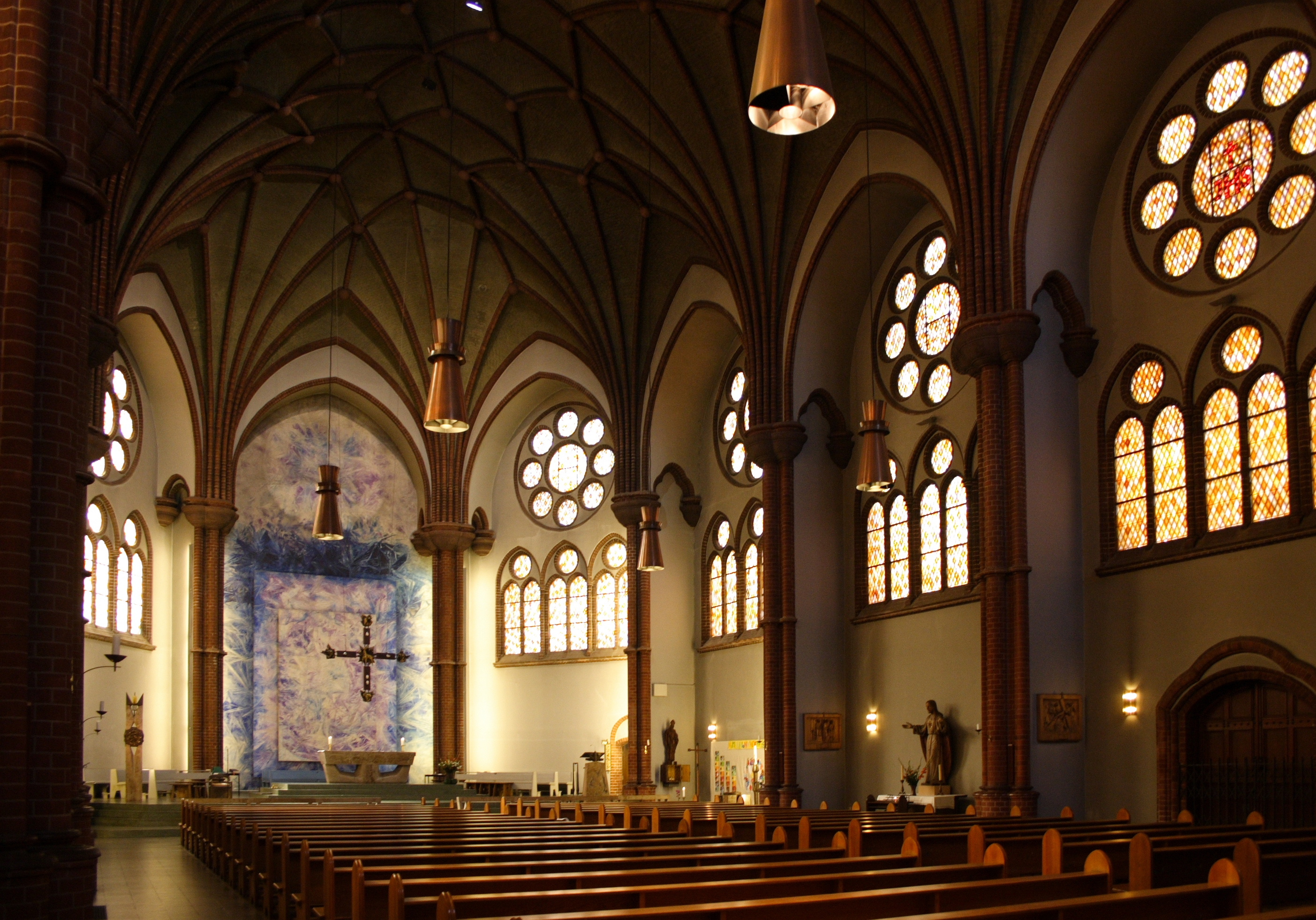
Innenansicht, 2008

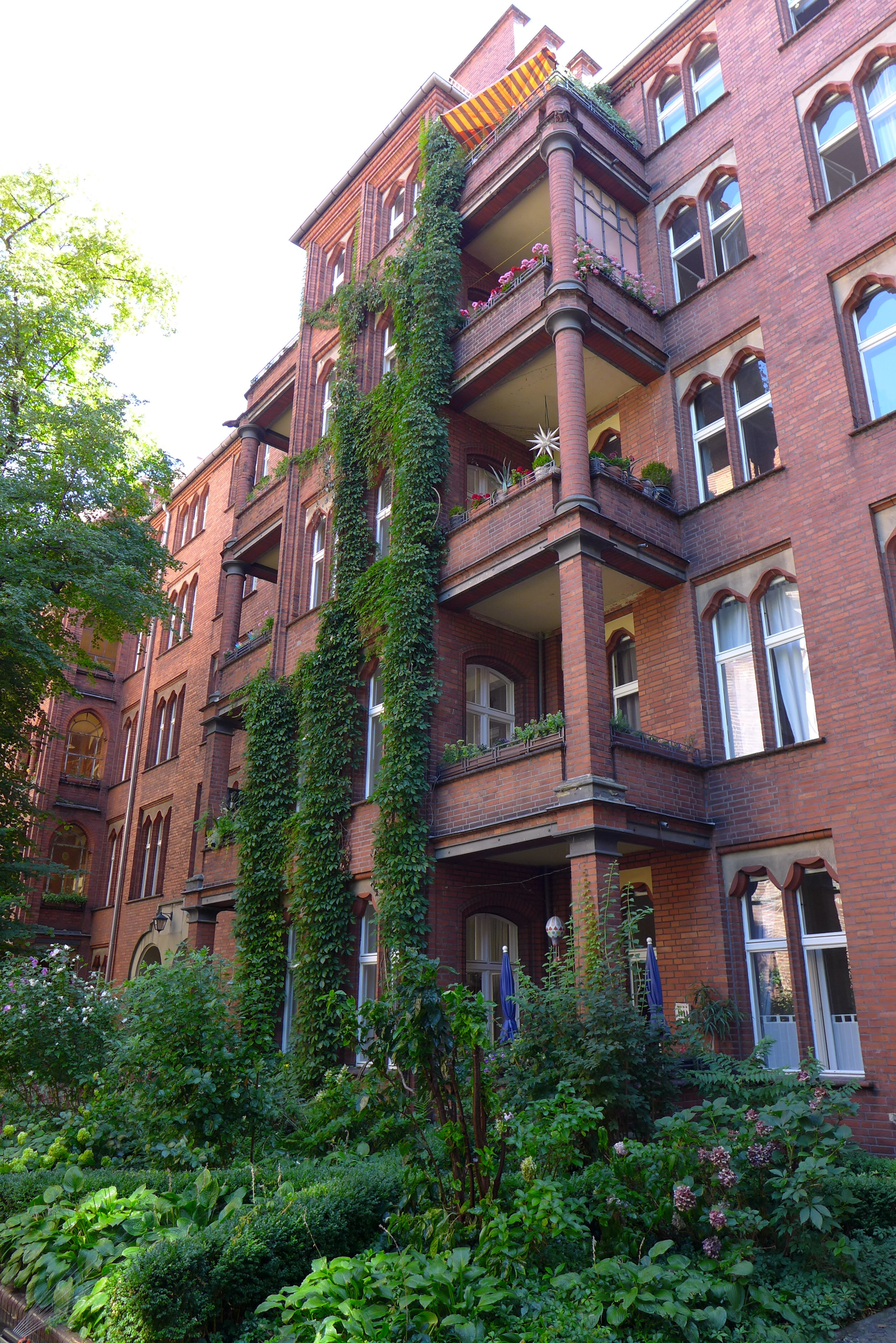
Bonifatiuskirche, Innenhof der Kirche mit neogotischer Wohnbebauung

St. Bonifatius ist eine römisch-katholische Pfarrkirche im Berliner Ortsteil Kreuzberg. Sie wurde 1906/1907 nach Plänen von Max Hasak im neugotischen Stil zusammen mit einer Wohnanlage erbaut und dem Apostel der Deutschen geweiht. Das Patronatsfest wird am 5. Juni begangen.

## Beschreibung
St. Bonifatius ist ein Beispiel des späten Historismus, der bereits nach neuen, herberen Ausdrucksformen sucht. Hasak betonte die weithin sichtbare Doppelturmfront zur Straße hin, die mit ihrem Giebel an Vorbilder der Backsteingotik erinnert, deren Türme aber bereits auf Versachlichung deuten. Den Kirchenraum gestaltete er als weiten, ungegliederten Saal, der lediglich durch Wandpfeiler mit Spitzbögen, durch Rosetten- und Doppelfenster rhythmisiert ist. Darüber spannt sich ein einheitliches Sterngewölbe. Der Altarraum hat einen 3⁄8-Schluss.

## Geschichte
Im Ortsteil Kreuzberg war im letzten Viertel des 19. Jahrhunderts die Zahl der katholischen Einwohner parallel zur allgemeinen Bevölkerungsentwicklung der Reichshauptstadt sprunghaft gestiegen. Nachdem in den 1890er Jahren im Großraum Berlin acht repräsentative katholische Kirchen entstanden waren, war von der Kirchenleitung jedoch ein Sammlungsstopp verfügt worden und die 1894 gegründete – inzwischen 13.000 Mitglieder umfassende – Kreuzberger St.-Bonifatius-Pfarrei sollte sich weiterhin mit einem viel zu kleinen Provisorium behelfen. 1901 gründete der damalige Pfarrer Schlenke eigenmächtig einen Kirchbauverein, dem es in wenigen Jahren gelang, einen hinreichenden Grundstock zur Baufinanzierung zusammenzubekommen. Das Grundstück in der Yorckstraße wurde gekauft und der Kirchbau so geplant, dass auf beiden Seiten der Kirche Mietshäuser angefügt wurden, die langfristig zur Schuldentilgung beitragen sollten. Am Bonifatiustag 1906 fand die Grundsteinlegung statt und bereits im Jahr darauf konnte die neue Kirche geweiht werden.
In den folgenden Jahren, unterbrochen durch den Ersten Weltkrieg, erfolgte die Innenausstattung. Ab 1927 wurden auch figurenreiche Buntglasfenster eingesetzt.
Im Zweiten Weltkrieg wurde das Gebäude nicht zerstört, brannte allerdings vollständig aus. 1946 wurde es nach provisorischer Herrichtung wieder in Gebrauch genommen. Die heutige Innengestaltung wurde 1966 durch Paul Brandenburg geschaffen. 1969 kam das großflächige Bild von Fred Thieler hinter dem Altar hinzu.
Die Bonifatiusgemeinde sieht sich mitbetroffen vom tiefgreifenden Struktur- und Bevölkerungswandel des Ortsteils Kreuzberg und reagiert darauf mit vielfältigen Angeboten, aber auch mit Reduktions- und Konzentrationsmaßnahmen. Die Tochterkirche St. Agnes wurde aufgegeben. Ihr Pfarrgebiet wurde zusammen mit dem der St.-Johannes-Basilika zur neuen Bonifatiuspfarrei zusammengeführt.
Seit Januar 2021 ist die Kirche Pfarrkirche der durch Fusion neugegründeten Pfarrei Bernhard Lichtenberg. Diese umfasst neben St. Bonifatius die früheren Pfarreien St. Marien Liebfrauen, die Dompfarrei St. Hedwig mit St. Michael (Mitte) und Herz Jesu.

## Ausstattung

### Innenraum
Diese Raumgestaltung wirkt umso unmittelbarer, seit als Folge der Schäden des Zweiten Weltkriegs alle inneren Bemalungen, ornamentreichen Ausstattungsstücke und auch die farbigen Fenster verschwunden sind. Die von Paul Brandenburg geschaffenen Stücke, der monumentale Altar, der Ambo, die Tabernakelstele und das schlanke griechische Hängekreuz, stehen mit starker Eigenwirkung in der neugotischen Halle. Einen transzendenten Farbakzent setzt das bewegt abgestufte Blau des großen Hinter-Altar-Gemäldes von Thieler.

### Glocken
In der Glockenstube hängt ein Geläut aus drei Gussstahlglocken, 1922 gegossen von Schilling & Lattermann.
| Schlagton | Gewicht (kg) | Durchmesser (cm) | Höhe (cm) | Inschrift |
| --------- | ------------ | ---------------- | --------- | --- |
| cis′      | 2650         | 186              | 140       | ANNO DOMINI MDCCCCXXII S. BONIFATI + ORA + PRO + NOBIS + PAROCHUS ROBERTUS SCHLENKE EX AERE IN FERRUM DIRUM CONVERTIT NOS BELLUM. |
| e′        | 1570         | 160              | 117       | ANNO DOMINI MDCCCCXXII S. MARIA, REGINA PACIS, DA PACEM IN DIEBUS NOSTRIS.                                                        |
| fis′      | 1150         | 140              | 103       | ANNO DOMINI MDCCCCXXII S. ROBERTE, ORA PRO NOBIS ET IN BELLO DEFUNCTIS ANNO DOMINI.                                               |

### Orgel
Die Orgel wurde 1992 von der Orgelbaufirma Stockmann (Werl) für die St. Agnes-Kirche erbaut, und im Jahr 2011 in die St. Bonifatius-Kirche umgesetzt. Das Instrument hat 30 Register auf zwei Manualen und Pedal. Die Trakturen sind mechanisch.
| I Hauptwerk C–g3 |     |
| Bordun           | 16′ |
| Prinzipal        | 08′ |
| Rohrflöte        | 08′ |
| Oktave           | 04′ |
| Spitzflöte       | 04′ |
| Waldflöte        | 02′ |
| Cornett V        | 08′ |
| Mixtur V         | 02′ |
| Trompete         | 08′ |

| II Schwellwerk C–g3 |         |
| Harfenprinzipal     | 08′     |
| Bordun              | 08′     |
| Viola da gamba      | 08′     |
| Prinzipal           | 04′     |
| Traversflöte        | 04′     |
| Nasard              | 02 ⁄3′  |
| Schwiegel           | 02′     |
| Weitterz            | 01 3⁄5′ |
| Larigot             | 01 ⁄3′  |
| Mixtur IV           | 01 ⁄3′  |
| Basson              | 16′     |
| Hautbois            | 08′     |
| Tremulant           |         |

| Pedal C–f1    |     |
| Prinzipalbass | 16′ |
| Subbass       | 16′ |
| Oktavbass     | 08′ |
| Gedacktbass   | 08′ |
| Choralbass    | 04′ |
| Posaune       | 16′ |
| Trompete      | 08′ |
| Clairon       | 04′ |

- Koppeln: II/I

Des Weiteren existiert eine Chororgel, die ebenfalls 1992 von den Gebr. Stockmann errichtet wurde. Sie besitzt 5 Register auf mechanischen Schleifladen.